# Bisbat de Cuautitlán
El bisbat de Cuautitlán (espanyol: Diócesis de Cuautitlán, llatí: Dioecesis Cuautitlanensis) és una seu de l'Església Catòlica a Mèxic, sufragània de l'arquebisbat de Tlalnepantla, i que pertany a la regió eclesiàstica Metro-Circundante. L'any 2006 tenia 3.750.000 batejats sobre una població de 4.300.000 habitants. Actualment està regida pel bisbe Guillermo Rodrigo Teodoro Ortiz Mondragón.

## Territori
La diòcesi comprèn tot l'estat mexicà de Mèxic: Cuautitlán, Tultitlán, Coacalco, Tultepec, Melchor Ocampo, Teoloyucan, Nextlalpan, Jaltenco, Zumpango, Coyotepec, Hueheuetoca, Tequixquiac, Apaxco, Tonanitla i Hueypoxtla.
La seu episcopal és la ciutat de Cuautitlán, on es troba la catedral de Sant Bonaventura.
El territori s'estén sobre 2.145  km², i està dividit en 85 parròquies.

## Història
La diòcesi va ser erigida el 5 de febrer de 1979 mitjançant la butlla Conferentia Episcopalis Mexicana del Papa Joan Pau II, prenent el territori dels bisbats de bisbat de Texcoco i de Tlalnepantla (avui arquebisbat).
El 3 de novembre de 1984 i el 9 de juny de 2014 cedí porcions del seu territori a benefici de l'erecció dels bisbats d'Atlacomulco i d'Izcalli.

## Cronologia episcopal
- Manuel Samaniego Barriga † (5 de febrer de 1979 - 26 de juny de 2005 mort)
- Guillermo Rodrigo Teodoro Ortiz Mondragón, des del 19 d'octubre de 2005

## Estadístiques
A finals del 2006, la diòcesi tenia 3.750.000 batejats sobre una població de 4.300.000 persones, equivalent al 87,2% del total.
| any  | població  | població  | població | sacerdots | sacerdots       | sacerdots       | sacerdots             | diaques | religiosos | religiosos | parròquies |
| ---- | --------- | --------- | -------- | --------- | --------------- | --------------- | --------------------- | ------- | ---------- | ---------- | ---------- |
| any  | batejats  | total     | %        | total     | clergat secular | clergat regular | batejats por sacerdot | diaques | homes      | dones      |            |
| 1980 | 585.346   | 731.682   | 80,0     | 97        | 73              | 24              | 6.034                 | 4       | 49         | 179        | 68         |
| 1990 | 1.283.000 | 1.380.000 | 93,0     | 143       | 99              | 44              | 8.972                 |         | 64         | 197        | 73         |
| 1999 | 4.700.000 | 4.950.000 | 94,9     | 194       | 142             | 52              | 24.226                |         | 215        | 268        | 74         |
| 2000 | 4.840.000 | 5.150.000 | 94,0     | 198       | 142             | 56              | 24.444                |         | 232        | 303        | 74         |
| 2001 | 3.395.000 | 3.700.000 | 91,8     | 203       | 145             | 58              | 16.724                |         | 214        | 333        | 80         |
| 2002 | 3.350.000 | 3.800.000 | 88,2     | 234       | 176             | 58              | 14.316                |         | 168        | 330        | 82         |
| 2003 | 3.392.000 | 3.820.000 | 88,8     | 234       | 174             | 60              | 14.495                |         | 189        | 335        | 82         |
| 2004 | 3.500.000 | 4.000.000 | 87,5     | 223       | 167             | 56              | 15.695                |         | 156        | 289        | 85         |
| 2006 | 3.750.000 | 4.300.000 | 87,2     | 246       | 190             | 56              | 15.243                |         | 156        | 289        | 85         |